# Municipio de Lake (condado de Marshall)
El municipio de Lake (en inglés: Lake Township) es un municipio ubicado en el condado de Marshall en el estado estadounidense de Dakota del Sur. En el año 2010 tenía una población de 173 habitantes y una densidad poblacional de 1,86 personas por km².

## Geografía
El municipio de Lake se encuentra ubicado en las coordenadas 45°42′49″N 97°25′15″O / 45.71361, -97.42083. Según la Oficina del Censo de los Estados Unidos, el municipio tiene una superficie total de 93.12 km², de la cual 70,72 km² corresponden a tierra firme y (24,05 %) 22,4 km² es agua.

## Demografía
Según el censo de 2010, había 173 personas residiendo en el municipio de Lake. La densidad de población era de 1,86 hab./km². De los 173 habitantes, el municipio de Lake estaba compuesto por el 98,84 % blancos, el 1,16 % eran amerindios. Del total de la población el 0 % eran hispanos o latinos de cualquier raza.